# جيل هاتفيلد
جيل هاتفيلد (بالإنجليزية: Gil Hatfield)‏ هو لاعب كرة قاعدة أمريكي، ولد في 27 يناير 1855 في هوبوكين في الولايات المتحدة، وتوفي بنفس المكان في 27 مايو 1921.

## وصلات خارجية
- جيل هاتفيلد على موقعبيزبول رفرنس.كوم (الدوري الرئيسي) (الإنجليزية)
- جيل هاتفيلد على موقعبيزبول رفرنس.كوم (الدوري الثانوي) (الإنجليزية)